# Griesheim-près-Molsheim
Griesheim-près-Molsheim je francouzská obec v departementu Bas-Rhin v regionu Grand Est. V roce 2013 zde žilo 2 151 obyvatel.

## Poloha obce
Sousední obce jsou: Altorf, Bischoffsheim, Dorlisheim, Innenheim a Rosheim.

## Vývoj počtu obyvatel
Počet obyvatel